# Qatarees curlingteam (gemengddubbel)
Het Qatarese curlingteam vertegenwoordigt Qatar in internationale curlingwedstrijden.

## Geschiedenis
Qatar debuteerde op het wereldkampioenschap curling voor gemengddubbele landenteams ven 2016 in het Zweedse Karlstad. De eerste interland werd met 13-2 verloren van Wales. Qatar won slechts vier stenen in zes wedstrijden, kreeg 104 stenen tegen, won geen enkele wedstrijd en eindigde als laatste. In 2019 ging het iets beter. Het team wist te winnen van Saoedi-Arabië met 7-3, maar reikte ook niet verder dan de tweeënveertigste plaats van achtenveertig deelnemers.

## Qatar op het wereldkampioenschap
| Jaar | Plaats        | Team                          | WG            | W             | V             | PV            | PT            |
| ---- | ------------- | ----------------------------- | ------------- | ------------- | ------------- | ------------- | ------------- |
| 2008 | Geen deelname | Geen deelname                 | Geen deelname | Geen deelname | Geen deelname | Geen deelname | Geen deelname |
| 2009 | Geen deelname | Geen deelname                 | Geen deelname | Geen deelname | Geen deelname | Geen deelname | Geen deelname |
| 2010 | Geen deelname | Geen deelname                 | Geen deelname | Geen deelname | Geen deelname | Geen deelname | Geen deelname |
| 2011 | Geen deelname | Geen deelname                 | Geen deelname | Geen deelname | Geen deelname | Geen deelname | Geen deelname |
| 2012 | Geen deelname | Geen deelname                 | Geen deelname | Geen deelname | Geen deelname | Geen deelname | Geen deelname |
| 2013 | Geen deelname | Geen deelname                 | Geen deelname | Geen deelname | Geen deelname | Geen deelname | Geen deelname |
| 2014 | Geen deelname | Geen deelname                 | Geen deelname | Geen deelname | Geen deelname | Geen deelname | Geen deelname |
| 2015 | Geen deelname | Geen deelname                 | Geen deelname | Geen deelname | Geen deelname | Geen deelname | Geen deelname |
| 2016 | 42            | Yazid Alyafei & Maryam Binali | 6             | 0             | 6             | 4             | 104           |
| 2017 | Geen deelname | Geen deelname                 | Geen deelname | Geen deelname | Geen deelname | Geen deelname | Geen deelname |
| 2018 | Geen deelname | Geen deelname                 | Geen deelname | Geen deelname | Geen deelname | Geen deelname | Geen deelname |
| 2019 | 42            | Yazid Alyafei & Maryam Binali | 7             | 1             | 6             | 15            | 84            |
| 2021 | Geen deelname | Geen deelname                 | Geen deelname | Geen deelname | Geen deelname | Geen deelname | Geen deelname |
| 2022 | Geen deelname | Geen deelname                 | Geen deelname | Geen deelname | Geen deelname | Geen deelname | Geen deelname |
| 2023 | Geen deelname | Geen deelname                 | Geen deelname | Geen deelname | Geen deelname | Geen deelname | Geen deelname |
| 2024 | Geen deelname | Geen deelname                 | Geen deelname | Geen deelname | Geen deelname | Geen deelname | Geen deelname |
| 2025 | Geen deelname | Geen deelname                 | Geen deelname | Geen deelname | Geen deelname | Geen deelname | Geen deelname |

Australië · België · Brazilië · Bulgarije · Canada · China · Chinees Taipei · Denemarken · Duitsland · Engeland · Estland · Filipijnen · Finland · Frankrijk · Griekenland · Groot-Brittannië · Guyana · Hongarije · Hongkong · Ierland · India · Israël · Italië · Jamaica · Japan · Kazachstan · Kirgizië · Koeweit · Kosovo · Kroatië · Letland · Litouwen · Luxemburg · Mexico · Mongolië · Nederland · Nieuw-Zeeland · Nigeria · Noorwegen · Oekraïne · Oostenrijk · Polen · Portugal · Puerto Rico · Qatar · Roemenië · Rusland · Saoedi-Arabië · Schotland · Servië · Slovenië · Slowakije · Spanje · Thailand · Tsjechië · Turkije · Verenigde Staten · Wales · Wit-Rusland · Zuid-Korea · Zweden · Zwitserland